# Lionel Jaffredo

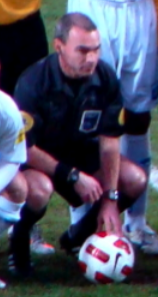
Lionel Jaffredo (2011)

Lionel Jaffredo (* 6. Juli 1970 in Vannes) ist ein ehemaliger französischer Fußballschiedsrichter.

## Werdegang
Ab der Saison 2004/05 leitete Jaffredo Spiele in der französischen Ligue 2. Er war seit seinem Debüt im August 2006 Schiedsrichter in der Ligue 1 und leitete in dieser bis zu seinem Karriereende nach der Saison 2016/17 insgesamt 192 Ligaspiele.
Am 1. Mai 2010 leitete Jaffredo das Finale der Coupe de France 2009/10 zwischen Paris Saint-Germain und der AS Monaco (0:0, 1:0 n. V.).
Jaffredo stand nicht auf der Liste der FIFA-Schiedsrichter und leitete keine internationalen Fußballspiele.